# 이마가와 사다요
이마가와 사다요(일본어: 今川貞世, 1326년~1420년?)는 일본 가마쿠라 시대 말기부터 난보쿠초 시대·무로마치 시대에 걸쳐서 활약한 무장으로, 도토미·스루가의 슈고 다이묘이다. 무로마치 막부의 규슈 단다이로 부임하여 규슈의 남조 세력(요시노 조정)을 일소하고, 빈고국·아키국·지쿠젠국·지쿠고국·부젠국·히젠국·히고국·휴가국·오스미국·사쓰마국의 슈고직을 겸임하며 일본 서부에서 강력한 세력을 떨쳤다. 법명은 료슌(了俊)으로, 본명보다 법명으로 더 널리 알려져 이마가와 료슌이라고 불리는 경우가 많으며, 가인으로서도 명성이 높다.

## 생애

### 기나이에서의 활동
어린 시절의 행적은 불분명하지만, 아버지를 따랐다는 기록이 있어 12, 3세 무렵부터 와카(和歌)를 배웠다. 아시카가 쇼군가(足利将軍家) 내부의 대립에서 촉발해 무로마치 막부(室町幕府) 초대 쇼군 아시카가 다카우지(足利尊氏)와 그 동생 아시카가 다다요시(足利直義)의 두 파의 항쟁으로까지 번진 간노의 소란(観応の擾乱)에서는 아버지와 함께 쇼군 다카우지를 따라 다다요시 일파나 남조 세력과 싸웠고 쇼헤이(正平) 10년/분카(文和) 4년(1355년)에는 호소카와 기요우지(細川清氏)와 함께 도지(東寺)에서 싸웠다(난태평기難太平記).
무로마치 막부의 집사(執事)가 된 기요우지가 쇼헤이 16년/엔분(延文) 6년(1361년)에 실각해 남조로 내려가자 아버지의 명령으로 강화 협상을 위해 도토미(遠江)에서 불려왔다. 군사활동 가운데 도토미나 야마시로(山城)의 슈고(守護)직, 막부의 사무라이도코로(侍所)와 히키쓰케슈(引付衆)의 수장 등을 역임하며 쇼헤이 22년/조지(貞治) 6년(1367년)에 2대 쇼군 아시카가 요시아키라(足利義詮)가 사망하자 사다요는 출가하였다.

### 규슈 평정
3대 쇼군 아시카가 요시미쓰(足利義満) 시대인 겐토쿠(建徳) 원년/오안(応安) 3년(1370년) 무렵, 간레이(管領) 호소카와 요리유키(細川頼之)로부터 시부카와 요시유키(渋川義行)의 후임으로써 규슈 단다이(九州探題)로 추천되어, 정식으로 임관한다. 간노의 소란 이후에 남조측의 기쿠치 다케미쓰(菊池武光)가 정서대장군(征西大将軍) 가네요시 친왕(懐良親王)을 받들고 정서부(征西府)와 다카우지의 서자(이자 다다요시의 양자)인 아시카가 다다후유(足利直冬) 등도 함께 막부로부터 이반, 지쿠젠(筑前)의 쇼니 요리히사(少弐頼尚)를 격파하고 다자이후(大宰府)를 점령하는 사건이 벌어지면서 남조 세력이 강성해진 규슈의 평정을 위해 파견된다.
도토미에서 준비를 마친 료슌은 10월에 교토를 출발해 겐토쿠 2년/오안 4년(1371년) 5월에 아키(安芸)에 머무르며, 모리 모토하루(毛利元春), 깃카와 쓰네미(吉川経見), 구마가이 나오아키(熊谷直明), 나가이 사다히로(長井貞広), 야마우치 미치타다(山内通忠) 등 고쿠진(国人)들을 소집하였다. 그리고 12월에 규슈로 건너가 부젠(豊前)에 이른다.
료슌은 스오(周防)와 나가토(長門)의 오우치 히로요(大内弘世), 요시히로(義弘) 부자 등의 협력까지 얻어 신흥 고쿠진 세력과 연계해, 아소 고레무라(阿蘇惟村)의 협력을 얻어 분고(豊後)에 적남 사다오미(貞臣)를 다와라 우지요시(田原氏能)와 함께 분고 다카자키 산성(高崎山城)으로 들어가고, 동생 나카아키(仲秋)는 수군 마쓰라토(松浦党)의 협럭을 얻어 히젠(肥前)에서 다자이후를 공격한다. 료슌 자신은 부젠에서 다자이후로 공격해 들어갔다. 분추(文中) 원년/오안 5년(1372년) 6월에는 가네요시 친왕과 기쿠치 다케미쓰 등을 지쿠고(筑後)의 다카라 산(高良山, 일본 후쿠오카현福岡県 구루메시久留米市)에서 기쿠치 씨의 본거지인 히고(肥後) 와이후 성(隈部城, 기쿠치 성)까지 추격, 남조 세력으로부터 다자이후를 탈환하고 북조측의 거점으로 삼았다.
전쟁은 히고(肥後)로 옮겨가, 분추 3년/오안 7년(1374년) 7월, 료슌은 미즈시마까지 진군하였다. 덴쥬(天授) 원년/에이와(永和) 원년(1375년), 미즈시마에서의 전투에 대비해 세력 결집을 도모하고, 규슈 산닌슈(九州三人衆)라 불리는 분고(豊後)의 오토모 지카요(大友親世), 지쿠젠의 쇼니 후유스케(少弐冬資), 오스미(大隅)의 시마즈 우지히사(島津氏久) 등의 구원을 요청하였다. 유일하게 규슈 단다이와 대립하며 참전을 거부했던 쇼니 후유스케를 제외하고 시마즈 우지히사가 중개역으로써 참전해 왔는데, 료슌은 연회를 여는 척 후유스케를 불러다 모살해 버렸고 우지히사는 이에 이반해 귀국, 시마즈 씨마저 료슌의 규슈 경영에 반발하게 되었다. 오토모 지카요도 단다이에 대해 거부감을 품고 료슌에 대한 지원을 끊어 버리고 말았다.
규슈의 유력 다이묘의 이반으로 순식간에 궁지에 몰리고 만 료슌은 동맹관계에 있던 오우치 씨에게 협력을 요청하였다. 이에 오우치 히로요는 난색을 보였지만 아들 요시히로는 료슌을 지지하며 규슈로 원군을 보냈다. 오우치 씨와는 혼인관계였던 오토모 지카요도 소극적으로나마 북조측에 가담하였다. 미즈시마 전투 2년 뒤인 덴슈 3년/에이와 3년(1377년)에는 기쿠치 다케토모(菊池武朝) ・ 아소 고레타케(阿蘇惟武) 등 남조 세력과 히젠 니나우치(蜷打)에서 충돌하였다. 전투는 북조측의 승리로 끝났고 남조측의 유력 무장은 다수 전사하였다(히젠 니나우치 전투). 한편 이 무렵부터 료슌은 오른손에 중풍을 앓게 되었다.
니나우치 전투 이후 료슌은 다시 남조측에 대한 공세를 강화하고 고와(弘和) 원년/에이토쿠(永徳) 원년(1381년)에는 다케토모를 본거지 와이후 성에서 내쫓았다. 규슈 남쪽으로 내려간 우지히사와 조카 시마즈 우지히사와 조카 시마즈 고레히사(島津伊久)에 대해서는 다섯째 아들 미치노리(満範)를 보내 미나미규슈(南九州)의 고쿠진 잇큐(国人一揆)를 결성, 10월에 귀순하였다. 겐추(元中) 8년/메이토쿠(明徳) 2년(1391년)에 하치시로 성(八代城)의 나와 아키오키(名和顕興)와 정서대장군(征西大将軍) 요시나리 친왕(良成親王)의 항복을 받아내고, 겐추 9년/메이토쿠 3년(1392년)에 남북조 통일을 계기로 다케토모와도 화친, 규슈의 남조 세력을 귀순시키고 규슈 평정을 마무리하였다.
다만 우지히사와 고레히사는 덴슈 3년에도 한 번 항복한 적이 있었지만 이는 미쓰노리(満範)가 구니잇큐를 일으켜 휴가(日向) 미야코노 성(都之城) 성주 혼고 요시히사(北郷義久)를 치기 직전이었기 때문이었다. 미야코노 성 포위를 풀고 난 뒤에 우지히사는 고쿠진 잇큐 조략을 벌여 료슌에게 참전해 왔고, 덴슈 4년/에이와 4년(1378년) 3월에 양측은 갈라섰다. 미쓰노리에게 재차 미야코노 성을 포위할 것을 명하였지만 이듬해인 덴슈 5년/고랴쿠(康暦) 원년(1379년) 3월 1일과 3일에 시부시 성(志布志城)에서 후방을 공격해 온 우지히사에게 패해 미야코노 성에서 철수해야 했다(미노하라 전투蓑原合戦). 남북조 통일 이후에도 우지히사의 아들 모토히사(元久)와 대립하며 료슌은 오에이(応永) 원년(1394년)에 넷째 아들 오자키 사다카네(尾崎貞兼)를 미나미규슈(南九州)로 보냈지만 이듬해 규슈 단다이에서 해임되었고, 시마즈 토벌도 실패로 돌아갔다.

### 대명 · 대고려(조선) 외교
외교 면에서 료슌은 남조측의 가네요시 친왕을 「일본국왕 양회」(日本国王良懐)로 책봉하기 위해 파견된 명(明) 왕조의 사신을 억류하고 양국 교섭을 쇼군 아시카가 요시미쓰의 손에 넘겼다. 또한 덴슈 2년/에이와 2년(1376년) 9월에 일본에 온 고려의 사신 정몽주(鄭夢周)와도 접촉하는 등 독자적인 교섭을 벌였다. 정몽주는 이듬해인 덴슈 3년/에이와 3년(1377년) 7월, 일본에 포로로 잡혀 갔던 주맹인 등을 비롯해, 윤명과 안세우 등 수백 명의 고려인 포로를 데리고 귀국하였다. 이무렵 고려는 왜구의 침공으로 극심한 혼란을 겪고 있었고, 정몽주가 귀국하기에 앞서 6월에 왜구가 청주에 출몰하였다.
《고려사절요》는 이때 일본의 구주절도사(규슈 단다이) 원료준이 보낸 중 신홍(信弘)와 함께 온 군사 69명이 고려군과 함께 왜구 진압에 나섰고, 보성 근교의 조양포에서 왜선 한 척을 붙잡아 고려인 포로 20명을 구해내기도 하였음을 기록한다(다만 이후로도 왜구의 침공은 그치지 않았다). 정몽주에 이어 사신으로 간 이자용의 편에 부쳐 우왕 5년(1379년) 7월, 다시 이마가와 료슌은 고려인 포로 230명을 돌려보냈고, 우왕이 폐위된 1388년에도 승려 묘와와 함께 사신을 보내 고려인 250명을 송환하였는데, 이때 처음으로 고려의 대장경(大藏經)을 요구하였다. 공양왕(恭讓王) 2년(1390년) 5월과 3년(1391년) 8월에도 사신을 보내 고려 조정에 토산물을 바치고, 왜구에 포로로 잡혀갔던 고려인들을 송환하였다(《동사강목》).
이마가와 료슌의 대고려 외교는 겐추 9년(1392년)에 한반도에서 조선 왕조가 세워진 뒤에도 이어졌다. 태조 3년(1394년) 조선의 승려 범명과 함께 사신을 보내, 포로로 잡혀갔던 남녀 659명을 돌려보냈고, 조선에 집비둘기를 요청해 태조가 료슌에게 집비둘기 세 쌍을 보냈다고 한다. 이마가와 료슌의 사신은 그 해 10월에 귀국하였는데, 조선 조정은 전임 공조전서 최용소와 호조전서 김덕선을 일본에 회례사(回禮使)로 보내면서 도당(都堂)의 문하정승(門下政丞) 조준(趙浚)의 명의로 이마가와 료슌에게 글을 보내 포로를 송환해 준 것을 사례하였다. 한편 이 달 12월에 이마가와 료슌은 다시 사신을 보내 조선 조정에 대장경을 요구하였는데, 이듬해 3월 8일에 일본에 도착한 조선 사신은 대장경을 료슌에게 전했고, 료슌도 이에 감사하며 7월에 귀국하는 최용소 등에게 중 종구와 함께 포로로 잡혀갔던 조선인 570인을 다시 돌려보냈다(그러나 이로부터 한 달 뒤 료슌은 규슈 단다이에서 해임되었다).
규슈 단다이에서 해임된지 2년이 지난 태조 6년(1397년)에도 이마가와 료슌은 조선에 사신을 보내 조정에 토산물을 바쳤다.

### 규슈 단다이 해임과 만년
오에이 2년(1395년) 7월, 료슌에게 수도로 오라는 명령이 내려지고 8월에 상경하였다. 그러나 수도로 올라온 료슌은 규슈 단다이에서 파면당했고, 후임 규슈 단다이로는 시부카와 미쓰요리(渋川満頼)가 임명되었다. 료슌의 해임에 대해서는
- 처음 료슌을 규슈 단다이로 추천했던 호소카와 요리유키가 고레키 정변으로 실각해 겐추 9년에 사망하는 바람에 반대파였던 시바 요시마사(斯波義将)가 간레이가 되는 등 정계 구조가 변화하면서 지지기반을 잃음
- 후임 시부카와 씨(渋川氏)는 요시미쓰, 요시마사의 연척이었음
- 남북조 통일을 이루고 쇼군 권력을 확립한 요시미쓰가 료슌의 규슈에서의 세력 확대나 독자적 외교권을 위험하게 여김
- 조선과의 직접 외교를 바라고 있던 오우치 요시히로가 여러 다이묘들의 조선과의 직접 교류를 규제하고 있던 료슌과 대립하며 그의 해임을 부추겼다는 점(실제로 료슌이 파면되고 난 직후인 11월에 요시히로는 조선과의 직접통교를 시작하였다)

등이 그 이유로 지적되고 있다.
또한 《이마가와키》(今川記) ・ 《이마가와가후》(今川家譜)에서도 소환된 이유를 오우치 요시히로와 오토모 지카요의 참언 때문이라고 하였고, 훗날 료슌은 자신이 지은 《난태평기》(難太平記)에서 자신의 파면은 이들 두 사람이 기도한 사건으로, 오우치 요시히로가 스스로 단다이가 되려는 야심을 품었고 또한 시바 요시마사가 시부카와 미쓰요리를 단다이로 삼고자 한다, 는 소문이 있었다고 적었다.
료슌은 규슈 단다이에서 파면된 뒤 도토미와 스루가(駿河)를 각각 반씩 지배하는 슈고로 임명되어, 각기 동생 나카아키, 조카 이마가와 야스노리(今川泰範)와 분할 통치하게 되었다. 후임 단다이 직을 바랬던 오우치 요시히로는 오토모 씨나 료슌에 대해 연합을 제의하였지만 료슌은 이를 거절하고 슈고로써 스루가(駿河) 통치에 전념하였다. 오에이 6년(1399년)에는 요시히로가 사카이(堺)에서 거병하면서 오에이의 난(応永の乱)이 일어났다. 조카 야스노리는 료슌이 스스로 바래서 슈고직을 얻었다고 착각하고 원한을 품어 료슌이 오우치와 내통하였다고 요시미쓰에게 참언해 료슌과 나카아키의 슈고직을 박탈했다. 실의에 빠진 료슌은 가마쿠라 구보(鎌倉公方) 아시카가 미쓰카네(足利満兼)에게 난에 호응할 것을 권했다고 하며, 요시미쓰로부터 난에 관여한 것이 아니냐는 의심도 받았다. 난이 진압되고 난 뒤 오에이 7년(1400년)에는 간토 간레이(関東管領) 우에스기 노리사다(上杉憲定)에게 료슌 추토령을 내렸다. 그러나 료슌은 노리사다나 슈고직을 빼앗긴 야스노리의 탄원과 변명, 이마가와 일족의 구명 탄원 결과로 목숨을 건져 오에이 9년(1402년)에 수도로 상경, 정계에 관여하지 않는다는 조건으로 사면받았다.
그의 말년은 《난태평기》의 집필 등 저작 활동이 이루어졌다. 향년에 관해서는 여러 설이 있는데 87세에서 96세 사이에 사망하였다고 한다. 한편 《이마가와 가보》 등에서는 오에이 27년 8월에 96세로 사망하였다고 하였으나, 승려 쇼테쓰(正徹)의 기행문인 《나구사메구사》(なぐさめ草)에서는 오에이 25년의 시점에 이미 료슌이 물고(物故)되어 있었다고 기록되어 있다.
묘소는 지금의 일본 시즈오카현(静岡県) 후쿠로이시(袋井市)의 가이조지(海蔵寺)에 있다.

## 문학
와카는 할머니 가온인(香雲院)이나 교고쿠 다메모토(京極為基), 레이제이 다메히데(冷泉為秀) 등에게 배웠고, 렌카(連歌)는 니조 요시모토(二条良基) 등에게 배워, 니조 요시모토가 주관하는 연중행사 노래 시합에도 참가하였다. 쇼테쓰와도 친교가 있었다. 선(禅)이나 유학에도 뛰어났고, 《언새집》(言塵集)이라는 노래 평론집이나 규슈 단다이로써 부임하던 도중에 지은 기행문 《미치유키부리》(道ゆきぶり)가 남아 있다. 요시다 겐코(吉田兼好)의 제자 메이쇼마루(命松丸)와도 친교가 있었고, 메이쇼마루의 규슈 낙향에 따라갔다는 것에서 《쓰레즈레구사》(徒然草)의 편찬에도 어느 정도 관련이 있지 않을까 하는 말도 있지만, 이를 부정하는 연구도 있다.
만년에는 학자로써 저작에 전념해, 그의 《난태평기》는 일본의 고전 《태평기》(太平記)를 비판한다는 의미의 역사서로써 오에이의 난에 대한 자신의 입장과 태평기에 기록되지 않은 일족의 공적을 기술하고 있다.
|  | 제1대 도토미 이마가와 씨 당주 | 후임 이마가와 나가아키 |

| 전임 시부카와 요시유키 | 규슈 단다이 1370년 ~ 1395년 | 후임 시부카와 미쓰요리 |